# Pseudobranchus
Pseudobranchus és un gènere de d'urodels aquàtics.
Els membres d'aquesta família tenen potes anteriors molt petites i manquen de potes posteriors. Es diferencien de les espècies del gènere Siren perquè tenen tres dits a cadascuna de les dues potes en lloc de quatre. Només es troben al sud-oest dels Estats Units.

## Espècies i subespècies
- Pseudobranchus axanthus.
  - Pseudobranchus axanthus axanthus.
  - Pseudobranchus axanthus belli.
- Pseudobranchus striatus.
  - Pseudobranchus striatus striatus.
  - Pseudobranchus striatus lustricolus.
  - Pseudobranchus striatus spheniscus.